# Vokalmatador

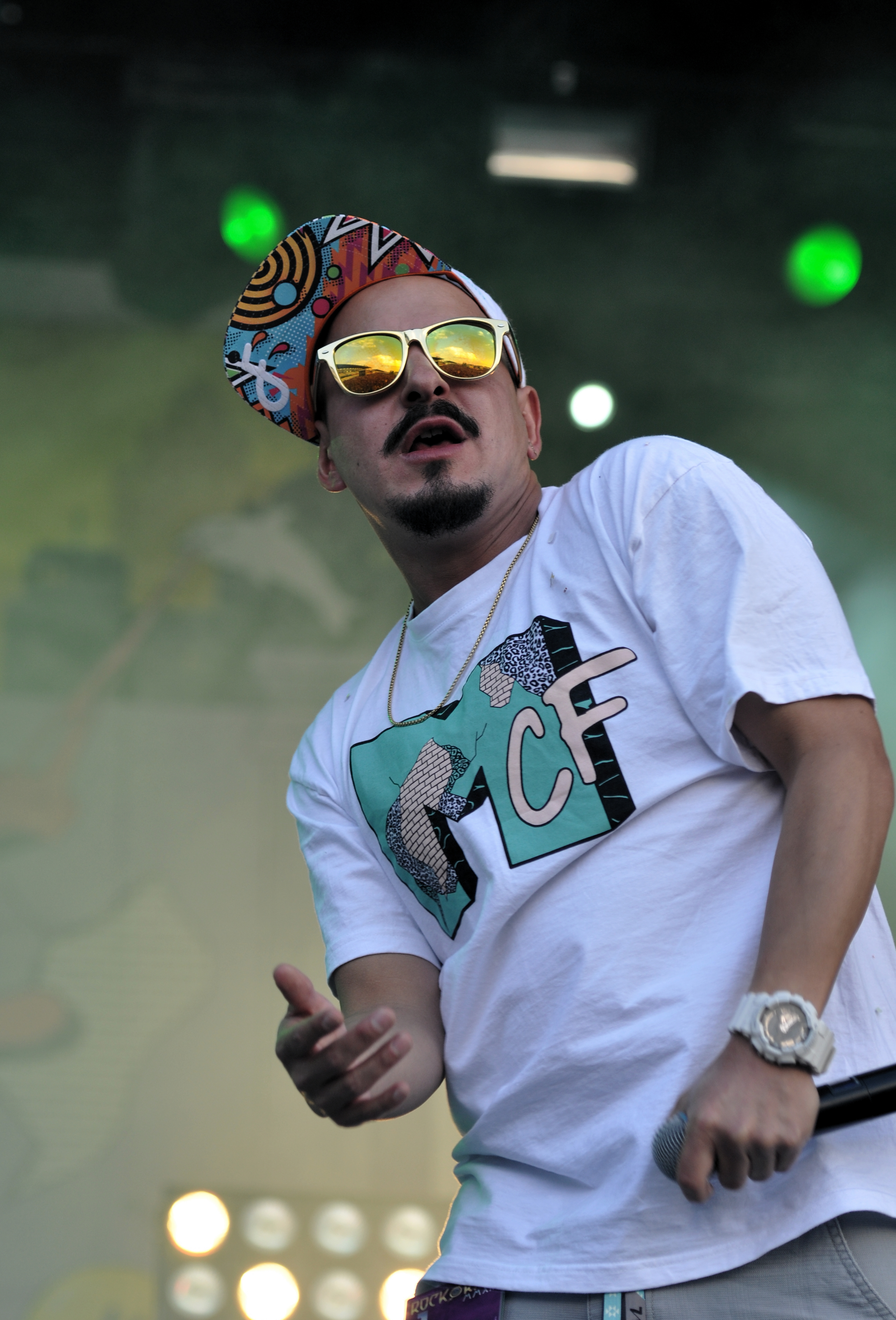
Vokalmatador (mit MC Fitti bei Rock am Ring 2013)

Vokalmatador, auch VM (* 7. November 1973 in Berlin (West) als Victor Moreno), ist ein deutscher Rapper. Neben seiner Tätigkeit als MC ist Vokalmatador außerdem als Sänger und Gitarrist in der Berliner Punk-Rap-Band Crave Inn musikalisch tätig.
Vokalmatador wuchs im West-Berlin der frühen 80er Jahre auf.
Seine musikalische Früherziehung begann im eigenen Elternhaus mit der Möglichkeit, selbst Kassetten aufzunehmen. Mit 6 Jahren wurde er Mitglied bei den Schöneberger Sängerknaben, für die er einerseits ein Repertoire aus Berliner Gassenhauern, aber auch an klassischer Musik einstudierte. Durch seine Chormitgliedschaft konnte er an Inszenierungen der Deutschen Oper Berlin mitwirken sowie an Empfängen des Regierenden Bürgermeisters von Berlin (West) teilnehmen. Mit 10 Jahren begann er, Gitarre zu lernen.
Erste Erfahrungen auf dem Rap-Gebiet machte er Ende der 90er Jahre bei den Open-Mic-Sessions in der Kellerkneipe bzw. dem späteren Independent-Label Royal Bunker. Dort lernte er Rapper wie Taktloss, Kool Savas, Frauenarzt, Die Lätzten (Mach One und Akte One), MC Bogy und King Orgasmus One kennen. Im Jahr 1999 schloss er sich der Hip-Hop-Gruppierung Die Sekte an, nachdem ein Kennenlernen bei den ersten Rap-am-Mittwoch-Sessions folgte.
Im Jahr 2001 beschloss der Graffiti-Künstler Specter gemeinsam mit Halil Efe – Inhaber des Berliner Hip-Hop-Geschäfts Downstairs und Jens „Spaiche“ Ihlenfeld das Independent-Label Aggro Berlin zu gründen. Als erste Künstler erhielten die vier Sekte-Rapper Sido, B-Tight, Rhymin Simon und Vokalmatador selbst ein Vertragsangebot und veröffentlichten in dieser fortan „offiziellen“ neuen Sekte-Konstellation das Musikvideo Hältst du es aus?. Die übrigen Sekte-Rapper hatten zu dieser Zeit keine Ambitionen denselben Weg zu bestreiten. Aufgrund von Meinungsverschiedenheiten trennten sich Vokalmatador und Rhymin Simon jedoch vor Abschluss der Vertragsverhandlungen von der Sekte.
Fortan arbeitete Vokalmatador verstärkt mit Rhymin Simon zusammen, den er als Backup-MC und Sänger auf Tour begleitete. Gemeinsam mit Rhymin Simon ging er im Frühjahr 2002 wie auch 2006 auf Deutschland-Tournee. Vokalmatador war häufig mit Gastauftritten auf Tonträgern anderer Berliner Rapper zu hören. 2005 hatte er unter anderem einen Auftritt in der Onlineshow Radio4Real auf der Internetseite Royal Bunkers. Im gleichen Jahr veröffentlichte er über das Label Krasscore Records sein Solodebüt Leben unter Geiern.
Im Jahr 2009 nahm Vokalmatador mit den früheren Kollegen der Crew Die Sekte einige Titel für deren bei Sektenmuzik veröffentlichtes Album auf.
2011 war er als Backup-Sänger für Balbina tätig.
Von 2012 bis 2020 begleitete Vokalmatador MC Fitti bei dessen Liveauftritten und war für Gesang, Backing Vocals und eigene Rap Parts verantwortlich.
Im Jahr 2013 veröffentlichte er eine zusammen mit Dead Rabbit produzierte Untergrund-EP Dritter Frühling in Kleinstauflage.
2015 veröffentlichte er in der Crew Die Säcke mit Rhymin Simon, Sha-Karl, Plaetter Pi, Michael Mic und Druss One eine EP namens Alles Ist Die Säcke.
Seit März 2017 ist Vokalmatador Mitglied im Berliner Kneipenchor.
2019 veröffentlichte Vokalmatador mit Die Säcke die EP „Get Rich or Die Säcke“ sowie das Album „All eyez on Die Säcke“.
Seit 2021 veröffentlicht Vokalmatador vermehrt eigene Songs und hat zudem weitere Feature Parts und Collabo Songs mit anderen Musikern (Swoosh Hood, Lorenz & Urbach, Sanoi).

## Diskografie
Alben
- 2005: Leben unter Geiern (CD)
- 2013: Dritter Frühling EP (CD)
- 2015: Alles Ist Die Säcke (CD und Download)
- 2019 Get Rich or Die Säcke (CD und Download)
- 2019 All eyez on Die Säcke (CD und Download)
- 2021 Diese Zeiten (prod. Lorenz & Urbach) (Digitale Veröffentlichung)
- 2021 Feuer und Eis (prod. Lorenz & Urbach) (Digitale Veröffentlichung)
- 2022 Erst im Dunkeln (prod. Swoosh Hood) (Digitale Veröffentlichung)
- 2022 Unsere Tage feat. Berliner Kneipenchor (prod. Lorenz & Urbach) (Digitale Veröffentlichung)
- 2022 Ohne Dich (prod. Swoosh Hood) (Digitale Veröffentlichung)
- 2022 Unsere Tage (Remix) (prod. Günther Gadget) (Digitale Veröffentlichung)
- 2022 Erst im Dunkeln (Kein Schlaf Remix) (prod. SANOI) (Digitale Veröffentlichung)